# Мохначка
Мохначка — село в Україні, у Житомирському районі Житомирської області. Населення становить майже 300 осіб.
Село входить до складу Білківської сільської ради. Розташоване за 30 км від районною центру смт. Попільня, за 3 км від залізничного зупинного пункту Ставище, за 5 км від залізничного пункту Волиця, неподалік річок Ірпінь та Унава. Знаходиться за 84 км від обласного центру міста Житомир.
Раніше село входило до Попільнянського району, який було ліквідовано внаслідок укрупнення районів. Нині територія належить до Житомирського району.
Площа населеною пункту — 283 .4 га. Населення — 297 осіб. Кількість дворів — 163 .
Назву село одержало від місцевого іменування лісу, на межі якого знаходиться село, старі жителі досі зрідка згадують цю назву — Мохнач. За іншою версією село отримало назві від того, що було засновано біля струмка, де все поросло мохом.

## Історія
Відомо, що село Білки (по-іншому називалося Мохначка), разом з селами Веприком та Островом на Ірпені, князь Київський Олелько Володимирович надав своєму слузі Олехну Юхновичу. Маєтності останнього над Ірпенем, Здвижем, Тетеревом і Росавою, як посаг на весіллі його дочки Оришки, переходять у володіння сім'ї Проскур-Сущанських.
В 1483 році Київ зазнав жорстокої кримсько-татарської навали, яка надовго спустошила землі Західної Наддніпрянщини. Лише з плином часу, орієнтовно на початку XVI століття, переселенці з Полісся почали знову освоювати обидва береги Ірпені, і на протилежному березі від знищених Білок осіло одразу кілька сімей, які дали початок поселенню, яке називається Корнин.
1618 року Лаврин Лозка підтвердив у королівському суді три листи на право власності своїх володінь. В одному з них ішлося про маєток, який складався із сіл Білка, Мохнач, Веприки, Острови, що лежать над Ірпенем та Унавою («Руська (Волинська) метрика», Книга 21, № 71)
У 1838 поміщик П. Хоєцький купив село Мохначка. Але цього ж року віддав село в заставу В.Абрамовичу. Через короткий час він став повноправним власником Мочначки. Після смерті В. Абрамовича, у 1850 село переходить його сину Северину.
У 1875 в селі сталася велика пожежа, у результаті якої згоріло 27 селянських будинків.
У 1884 в Мохначці було споруджено Троїцьку церкву.
У 1890 пожежа знову знищила 18 селянських дворів.
До 1900 в селі школи не було. У 1900 в селі на громадські кошти було збудовано невелике приміщення школи і організовано церковнопарафіяльну школу.
Із встановленням радянської окупації церковнопарафіяльну школу було реорганізовано у чотирирічну трудову школу. Завідувачем школи працював Ю. Г. Шматок. На початку 1931 р. школу реорганізовано у семирічну.
У 1929 році, під час примусової колективізації, у селі було засновано колгосп «Нове життя».
В роки Голодомору (1932—1933 рр.) у селі померло близько 950—1000 осіб. У лісі та 200 метрів від села встановлено пам'ятний хрест на місці масового поховання померлих від голоду.
Під час німецько-радянської війни 1941—1945 через Мохначку деякий час проходила лінія фронту. У селі одна із вулиць названа на честь Героя Радянською Союзу В. Ф. Карлова, командири 163-ї стрілецької дивізії яка визволяла село. У пам'ять про загиблих на війні односельчан було встановлено Обеліск Слави, на якому викарбувано слова: «Вічна слава односельчанам, які полягли в роки Великої Вітчизняної війни 1941—1945 років. В пам'ять від мешканців села Мохначки». На обеліску також написано імена 125 загиблих на війні односельчан.
Після війни було організовано перепоховання в Братську могилу всіх бійців які загинули визволяючи село, тут же встановлено пам'ятник Невідомому солдату.
1 січня 1961 р. розпочалося навчання в новому двоповерховому приміщенні школи.
У 1966 р. збудовано сільський Будинок культури, у якому розміщено сільську бібліотеку.
У 1923—69 роках — адміністративний центр Мохнацької сільської ради.

## Населення

### Мова
Розподіл населення за рідною мовою за даними перепису 2001 року:
| Мова       | Кількість | Відсоток |
| ---------- | --------- | -------- |
| українська | 479       | 98.36%   |
| російська  | 5         | 1.01%    |
| угорська   | 1         | 0.21%    |
| вірменська | 1         | 0.21%    |
| румунська  | 1         | 0.21%    |
| Усього     | 487       | 100%     |

## Відомі люди
- Смільський Михайло Іванович (1920—1990) — Герой Радянського Союзу.
- Швець Микола Якович (1935) — український юрист, член-кореспондент Академії правових наук України.
- Талалаєвський Матвій Аронович (1908—1978) — письменник і перекладач.